# Bulbophyllum concatenatum
Bulbophyllum concatenatum är en orkidéart som beskrevs av Phillip James Cribb och Peter Geoffrey Taylor. Bulbophyllum concatenatum ingår i släktet Bulbophyllum och familjen orkidéer. Inga underarter finns listade i Catalogue of Life.